# Statue de Roland Garros
La statue de Roland Garros est une statue représentant Roland Garros que l'on trouve dans sa ville natale, Saint-Denis, sur l'île de La Réunion, un département et région d'outre-mer français dans le sud-ouest de l'océan Indien. Réalisée par Étienne Forestier, cette sculpture en bronze est d'abord inaugurée à Paris, sur les Champs-Elysées, le 4 décembre 1925, puis elle l'est à nouveau au Barachois, où elle se trouve depuis lors, le 25 avril 1926. En pied sur son socle, l'aviateur est représenté coiffé d'un béret, une main dans la poche tandis que de l'autre il s'appuie sur une hélice.